# Вандерсон (футболист)
Вандерсон Крищалдо Фариаш (на португалски: Wanderson Cristaldo Farias), наричан просто Вандерсон, е бразилски футболист, атакуващ полузащитник. Роден е на 2 януари 1988 г. в град Крузейро до Оесте, Бразилия. От 14 април 2014 г. е състезател на Лудогорец (Разград).

## =Лудогорец =
Дебютира за „Лудогорец" с гол в приятелски мач на 5 юли 2014 г. при победата срещу уелския ФК ГАП Конас Кий със 7-0 . Дебютира за „Лудогорец“ в официален мач на 19 юли 2014 г. в първия кръг на А ПФГ в срещата Хасково-Лудогорец 1-0 . Отбелязва първия си гол за „Лудогорец" в А ПФГ на 9 август 2014 г. в срещата от четвъртия кръг Локомотив (Пловдив)-Лудогорец 1-4.. Отбелязва първия си гол за „Лудогорец" в мач от Шампионската лига на 27 август 2014 г. в 90-ата минута на срещата от плейофната фаза „Лудогорец"- „Стяуа" 1-0 (6-5 след дузпи). . Дебютира за „Лудогорец 2" в Б ПФГ на 4 октомври 2015 г. в срещата „Лудогорец 2"-Ботев (Гълъбово) 0-1 . Отбелязва първия си хеттрик за „Лудогорец" в мач реванш от третия предварителен кръг от Шампионската лига на 2 август 2016 г. в срещата „Цървена звезда"- „Лудогорец" 2-4 .

## „Лудогорец“
- Шампион на България: 2013-14, 2014-15, 2015-16, 2016-17, 2017-18, 2018-19, 2019-20, 2020-21
- Носител на купата на България: 2013-14
- Носител на суперкупата на България: 2014, 2018